# Ваљи Сопра (Лука)
Ваљи Сопра је насеље у Италији у округу Лука, региону Тоскана.
Према процени из 2011. у насељу је живело 469 становника. Насеље се налази на надморској висини од 729 м.